# Оуквілл (Каліфорнія)
Оуквілл (англ. Oakville) — переписна місцевість (CDP) в США, в окрузі Напа штату Каліфорнія. Населення — 49 осіб (2020).

## Географія
Оуквілл розташований за координатами 38°26′18″ пн. ш. 122°24′24″ зх. д. / 38.43833° пн. ш. 122.40667° зх. д. (38.438373, -122.406773).  За даними Бюро перепису населення США в 2010 році переписна місцевість мала площу 3,52 км², уся площа — суходіл.

## Демографія
Згідно з переписом 2010 року, у переписній місцевості мешкала 71 особа в 27 домогосподарствах у складі 18 родин. Густота населення становила 20 осіб/км².  Було 44 помешкання (12/км²).
Расовий склад населення:
| - 36,6 % — білих - 1,4 % — вихідців з тихоокеанських островів - 1,4 % — корінних американців - 1,4 % — азіатів - 53,5 % — осіб інших рас |

До двох чи більше рас належало 5,6 %. Частка іспаномовних становила 63,4 % від усіх жителів.
За віковим діапазоном населення розподілялося таким чином: 28,2 % — особи молодші 18 років, 59,1 % — особи у віці 18—64 років, 12,7 % — особи у віці 65 років та старші. Медіана віку мешканця становила 36,2 року. На 100 осіб жіночої статі у переписній місцевості припадало 97,2 чоловіків;  на 100 жінок у віці від 18 років та старших — 104,0 чоловіків також старших 18 років.
Цивільне працевлаштоване населення становило 27 осіб. Основні галузі зайнятості: сільське господарство, лісництво, риболовля — 51,9 %, мистецтво, розваги та відпочинок — 48,1 %.